# مونيكا لوينسكي
مونيكا صامويل لوينسكي (بالإنجليزية: Monica Lewinsky) هي سيدة أمريكية من عامة الناس. كانت تعمل متدربة في البيت الأبيض في منتصف التسعينيات، وتسلطت عليها أضواء الإعلام والسياسة عندما تورطت في فضيحة جنسية مع الرئيس الأمريكي السابق بيل كلنتون فيما سمي بفضيحة مونيكا (Monicagate).

## بداية حياتها
ولدت في 23 يونيو 1973 بمدينة سان فرانسيسكو وتربت في جنوب كاليفورنيا غرب لوس انجلس، وفي بفرلي هيلز. ولد أبوها في السلفادور لعائلة من اليهود الألمان المهاجرين بينما تنتمي أمها إلى اليهود الروس. تلقت تعليمها في كلية سانتا مونيكا ثم في كلية لويس وكلارك في بورتلاند بولاية أوريغون بعد ذلك إلى واشنطن حيث عملت في البيت الأبيض أثناء الولاية الأولى للرئيس الأمريكي السابق بيل كلنتون.

## الفضيحة

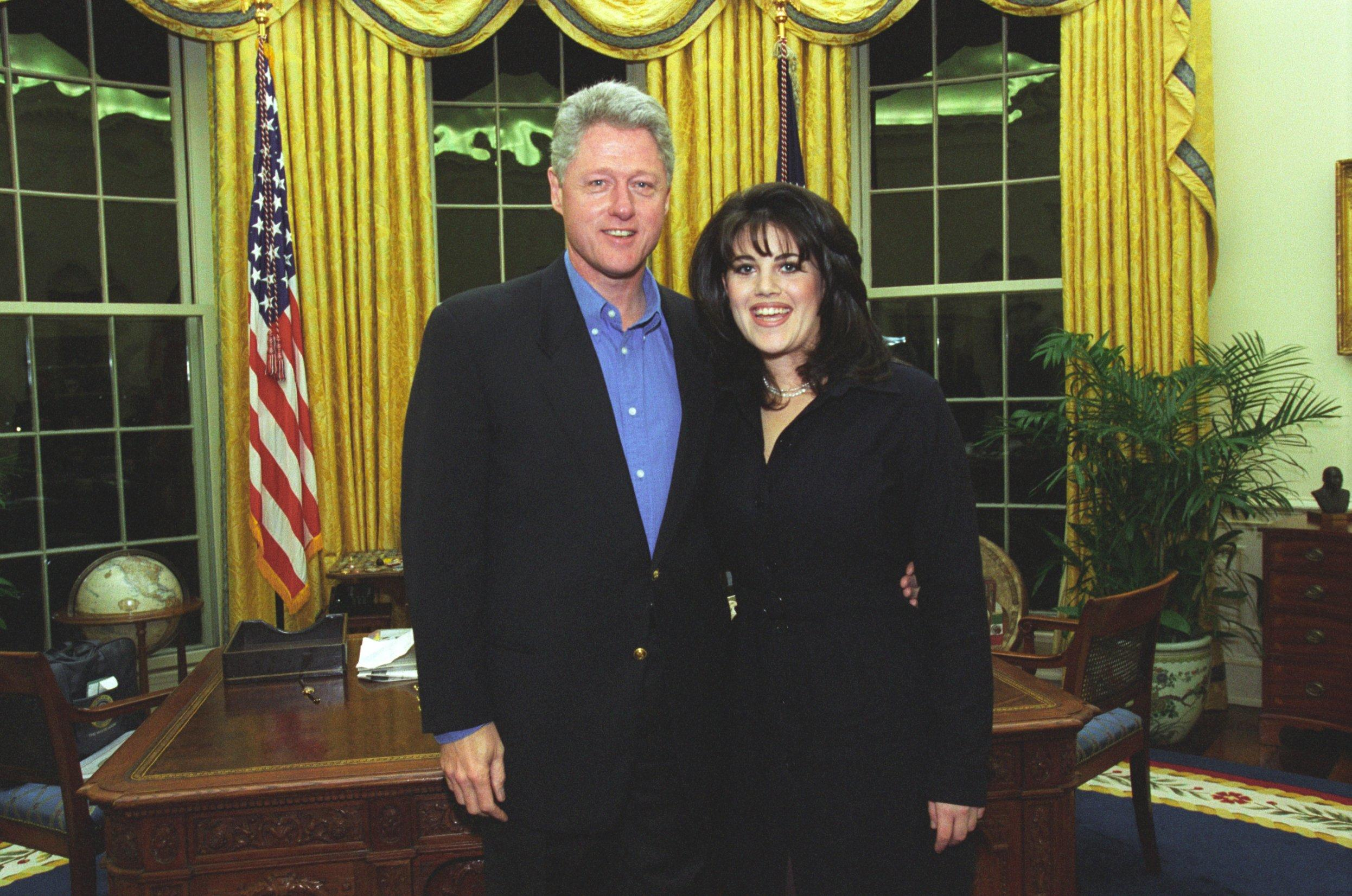
كلينتون ومونيكا في شباط 1997

دارت علاقة جنسية غير مشروعة قصيرة الأمد بينها وبين الرئيس، وقد اٍتفق كلاهما على أنهما مارسا الجنس الفموي ولكن العلاقة لم تتطور إلى المعاشرة الجنسية الكاملة، وقد عرفت أخبار هذا الموضوع والتحقيق الذي فتح بشأنه فيما بعد بفضيحة مونيكا.
قامت ليندا تريب صديقة مونيكا المقربة والتي كانت تكبرها ب 24 عاما، بتسجيل محادثات تليفونية بشكل سري بينها وبين مونيكا يناقشان فيها تفاصيل العلاقة بين مونيكا وكلينتون. لم يتم فضح الموضوع مباشرة ولكن بعد أن قدمت مونيكا شهادة كاذبة في قضية بولا جونز والتي نفت فيها أي علاقة جنسية بينها وبين كلينتون وحاولت مونيكا إقناع ليندا بشهادة الزور في نفس القضية، ولكن ليندا أعطت التسجيلات للمستشار المستقل كينيث ستار، وساعد ذلك على استمرار التحقيقات في وايت ووتر وقد وسع ستار تحقيقاته لتشمل مونيكا لوينسكي وكلينتون وآخرين، وذلك في محاولة لكشف الحقائق في قضية بولا جونز. ومن المثير للدهشة الادعاءات بأن ليندا تريب أيضا سربت معلومات للصحافة لكي تراقب جيدا جنيفر فيتزجيرالد، والتي ظهرت شائعات بأنها كانت على علاقة عاطفية جنسية مع الرئيس السابق جورج بوش الاب، ولكنها نفت صحة هذه الادعاءات تماما ووصفتها بأنها تلفيق كامل.

## الاعترافات
اعترفت مونيكا لوينسكي بممارسة الجنس عن طريق الفم مع كلينتون في المكتب البيضاوي والحجرات الملحقة بالجناح الغربي. وقد دون ذلك رسميا في تقرير ستار والتي أدت إلى محاكمة الرئيس السابق كلينتون لاحقا بتهمة عرقلة سير العدالة وشهادة الزور.
اتهم كلنتون مسبقا بعلاقات جنسية متعددة أهمها علاقة مع المغنية والموظفة السابقة لدي ولاية اركانساس واسمها جنيفر فلاورز، والحادثة مع الموظفة لدي ولاية أركنساس أيضا بولا جونز في غرفة بفندق ليتل روك، والتي ادعت فيها بولا أن كلينتون خلع ملابسه أمامها وقد ظهرت هذه الادعاءات بينما كان كلينتون حاكما لاركنساس، وظهر موضوع مونيكا حينما حاول محاموا بولا جونز الحصول على أدلة جانبية تؤكد صدق ادعاء موكلتهم.
نفى كلينتون أثناء المحاكمة سنة 1998 أي علاقة جنسية مع مونيكا، ثم في مؤتمر صحفي بالبيت الأبيض سنة 1999. ولكن بعد ضغوط من ستار الذي حصل على فستان أزرق يخص مونيكا عليه السائل المنوي لكلينتون، وأيضا حصل على اعتراف من مونيكا أن كلينتون قد وضع سيجارا في أعضائها التناسلية. تحت هذه الضغوط اعترف بيل كلينتون في يوم 17 أغسطس 1998 أنه كذب على الشعب الأمريكي، وأنه كان على علاقة غير شرعية مع مونيكا لوينسكي، ولكنه أنكر ان يكون قد شهد زورًا لأن في رأيه أن ممارسة الجنس عن طريق الفم لا يمثل علاقة جنسية.

## عملها الحالي
بعد فضيحتها مع كلنتون ذهبت إلى لندن للدراسة في جامعة لندن وحصلت على شهادة الماجستير.
كما دخلت لوينسكي التأريخ مرة أخرى بعد فضيحتها المشهورة من خلال عرض تفاصيل فضيحتها في مكتبة كلنتون الرئاسية جنبًا إلى جنب مع عرض فضائح الرؤساء الأمريكين الأخرين مثل فضيحة ووترجيت.

## مسلسل قصة الجريمة الأمريكية
من المقرر في عام 2020 وبعد 20 عامًا على الفضيحة الرئاسية، ستنتج مونيكا الموسم الثالث من مسلسل (قصة الجريمة الأمريكية)، وهو سلسلة جرائم حقيقية حائز على جائزة الإيمي، والذي سيعرض قصتها مع الرئيس الأمريكي ووقائع محاكمته تحت عنوان (العزل/ قصة الجريمة الأمريكية).

## روابط خارجية
- مونيكا لوينسكي على موقع IMDb (الإنجليزية)
- مونيكا لوينسكي على موقع الموسوعة البريطانية (الإنجليزية)
- مونيكا لوينسكي على موقع ميوزك برينز (الإنجليزية)
- مونيكا لوينسكي على موقع ميوزك برينز (الإنجليزية)
- مونيكا لوينسكي على موقع إن إن دي بي (الإنجليزية)
- مونيكا لوينسكي على موقع قاعدة بيانات الفيلم (الإنجليزية)